# Los Valdecolmenas
Los Valdecolmenas és un municipi de la província de Cuenca a la comunitat autònoma de Castella-La Manxa.

## Demografia
| 1991 |  | 1996 |  | 2001 |  | 2004 |
| ---- |  | ---- |  | ---- |  | ---- |
| 169  |  | 137  |  | 114  |  | 111  |